# جوليا بوينتون غرين
جوليا بوينتون غرين (بالإنجليزية: Julia Boynton Green)‏ (25 مايو 1861، نيويورك في الولايات المتحدة - 10 يوليو 1957، مقاطعة لوس أنجلوس في الولايات المتحدة)؛ كاتِبة وشاعرة أمريكية. درست في كلية ويليسلي.